# San Luis (Neiva)
San Luis es un corregimiento en el occidente del municipio de Neiva. Limita al norte y noreste con el municipio de Aipe, al noroeste con el corregimiento de Chapinero, al oeste con el corregimiento de Aipecito, al sur y sureste con el municipio de Palermo, y al este con el corregimiento de Guacirco. Es un corregimiento netamente cafetero.

## Veredas
El corregimiento San Luis se divide en 14 veredas:
| Vereda        |
| ------------- |
| Palmar        |
| Alto Cocal    |
| Bajo Cocal    |
| El Ávila      |
| El Centro     |
| El Quebradón  |
| Corozal       |
| Alta libertad |
| La Libertad   |
| La Julia      |
| El Piñuelo    |
| Órganos       |
| Omega         |
| Los Alpes     |